# Mont Denison
El Mont Denison (en anglès Mount Denison) és un estratovolcà i alhora un dels principals cims de la península d'Alaska. Descobert el 1923 pel professor de Harvard Kirtley Fletcher Mather, el cim fou anomenat en record a la Universitat de Denison, alma mater de Fletcher Mather. La connexió de la muntanya amb la Universitat de Denison també inclou els primers escaladors, ja que tots els membres dels dos primers equips que van intentar l'ascens, així com l'equip que el va intentar el 1977 eren estudiants, exalumnes o professors de la Universitat.
El mont Denison es troba a l'extrem d'una cadena volcànica, en un sector completament cobert per glaceres i molt remot del Parc Nacional de Katmai. Possiblement és la muntanya més alta del parc nacional, tot i que algunes fonts situen en aquesta posició al mont Griggs, un cim molt més accessible, en estar situat al costat de la Vall de les deu mil fumaroles, i al qual es pot arribar per carretera des del centre de visitants del parc nacional.